# Devils Tower, Tasmanien
Devils Tower är en ö i Australien. Den ligger i delstaten Tasmanien, i den sydöstra delen av landet, omkring 390 kilometer norr om delstatshuvudstaden Hobart.
Genomsnittlig årsnederbörd är 874 millimeter. Den regnigaste månaden är juni, med i genomsnitt 136 mm nederbörd, och den torraste är januari, med 44 mm nederbörd.